# Hydraena ordishi
Hydraena ordishi är en skalbaggsart som beskrevs av Juan A. Delgado och Ricardo L. Palma 1997. Hydraena ordishi ingår i släktet Hydraena och familjen vattenbrynsbaggar. Inga underarter finns listade i Catalogue of Life.